# 東菜摘
東菜摘（あずま なつみ、1996年7月25日 - ）は、日本の女性タレント 。愛称は尼崎のなつみかん。
兵庫県尼崎市出身。株式会社TWIN PLANET ENTERTAINMENT所属。

## 略歴
- ももいろクローバーZの百田夏菜子に憧れ、共演することを目標に芸能界入りした[2][いつ?]。
- 事務所の勧めで動画配信アプリSHOWROOMに自身のルームを開設し、配信を開始[いつ?]。初期の頃は「ブサイク」「面白くない」などの誹謗中傷を受けたものの、徐々にファンを増やしていき、SHOWROOMの数多くのイベントで1位を獲得した[要出典]。他の人と違うことを楽しむ性格で、2017年8月10日には24時間ノンストップ配信を達成。この時の累計視聴者数は4万人であった[要出典]。その後も定期的に長時間配信を行い過去最高は31時間ノンストップ配信で、この時[いつ?]の累計視聴者数は5万人を超えた[要出典]。
- 2018年7月 藤岡藤巻3代目の相方に選ばれる[3][要出典]。
- 2018年12月13日「SHOWROOM AWARD 2018」において最優秀賞を受賞[4]。
- 2019年5月26日「なつみかんと行くバスツアー」を開催。
- 2019年6月17日 SHOWROOM毎日配信1000日を達成。
- 週刊プレイボーイで『東菜摘』としてグラビアデビュー。
- 2023年8月5日「しんなつイベント《みんなとしんなつ運迷共同体》」初イベントを達成。
- 現在、メイクによる変身動画がSNSにてバズっている。

## 人物
- 愛称は「なつみかん」
- 三人兄妹の真ん中で兄と妹がいる。妹は「ぴん」という名前でなつみかんのYou Tubeチャンネルにも登場している。
- ダッフィーを集めている。
- ポメラニアンを飼っている。名前は「ちゃちゃ」
- 大のももいろクローバーZファンで、CDやDVDだけでなく、特典グッズやコラボ商品も集めている。
- 自他共に認めるわがまま。
- 「継続は力なり」の言葉を大切にし、日々努力を惜しまない性格。
- 得意料理はきゅうりの浅漬け。
- 好きな食べ物は数の子うどん。

## 出演

### テレビ
- モテ福（テレビ埼玉、[いつ?]）
- ザキとロバ（名古屋テレビ、2018年4月19日、他）
- 平成生まれ3000万人!そんなコト考えた事なかったクイズ（朝日放送テレビ、[いつ?])
- 有田哲平の夢なら醒めないで（TBSテレビ、[いつ?]）
- おぎやはぎの「ブス」テレビ（AbemaTV、2019年5月6日）[5]
- ぐるぐるナインティナイン（日本テレビ、2020年11月19日）
- 踊る!さんま御殿!!(日本テレビ、2021年2月16日)
- "ネオバズ"木曜日『ヒロミ・指原の"恋のお世話始めました"』#27（AbemaTV）
- リコレイ。B→A（Paravi）

### イベント
- 1ポンドのステーキハンバーグ タケル[どこ?]　1日店長[いつ?]
- 神戸コレクション2018 AUTUMN/WINTER[いつ?]
- なつみかんVS藤岡藤巻 第四回八ヶ岳南麓フェア[いつ?]
- 新日本アイドル音楽祭[いつ?]
- しんなつイベント《みんなとしんなつ運迷共同体》（2023年8月5日）